# Estádio Olímpico Turcomeno Saparmurat
O Estádio Olímpico Turcomeno Saparmurat (em turcomeno: Saparmurat Turkmenbashy Olimpiýa Stadiony) é um estádio multiuso localizado em Asgabade, capital do Turcomenistão. Inaugurado em 2003, é principalmente utilizado para abrigar partidas de futebol, sendo oficialmente a casa onde a Seleção Turcomena de Futebol manda suas partidas amistosas e oficiais. Atualmente, conta com capacidade máxima para 45 000 espectadores.

## Histórico
Oficialmente inaugurado em 2003 com capacidade para 30 000 espectadores e originalmente denominado Estádio Olímpico de Asgabade (em turcomeno: Aşgabat Olimpiýa Stadiony), o estádio não foi originalmente projetado para reforçar uma eventual candidatura do país a receber os Jogos Olímpicos. Sua atual denominação rende homenagem à Saparmurat Niyazov, engenheiro eletricista e político turcomeno que serviu como o 1.º presidente do Turcomenistão de forma ditatorial entre 1990 e 2006, quando faleceu aos 66 anos, vítima de um infarto fulminante. 
Em 2007, o governo turcomeno decidiu reconstruir o estádio e ampliá-lo. O estádio fechou em 2012 e foi parcialmente demolido em 2013 para a reconstrução. A característica mais proeminente das novas renovações é a cabeça de cavalo da raça Akhal-Teke, que se assemelha ao emblema nacional do país.

## Eventos sediados
Para além de partidas de futebol, o estádio também serviu de palco para apresentações musicais de estrelas do pop turcomeno, como Maral Ibragimova.
O estádio reformado foi a sede dos 5º Jogos Asiáticos de Artes Marciais e Recinto Coberto. As cerimônias de abertura e encerramento dos jogos foram realizadas em Asgabade entre os dias 17 e 27 de setembro de 2017.